# Gate guardian

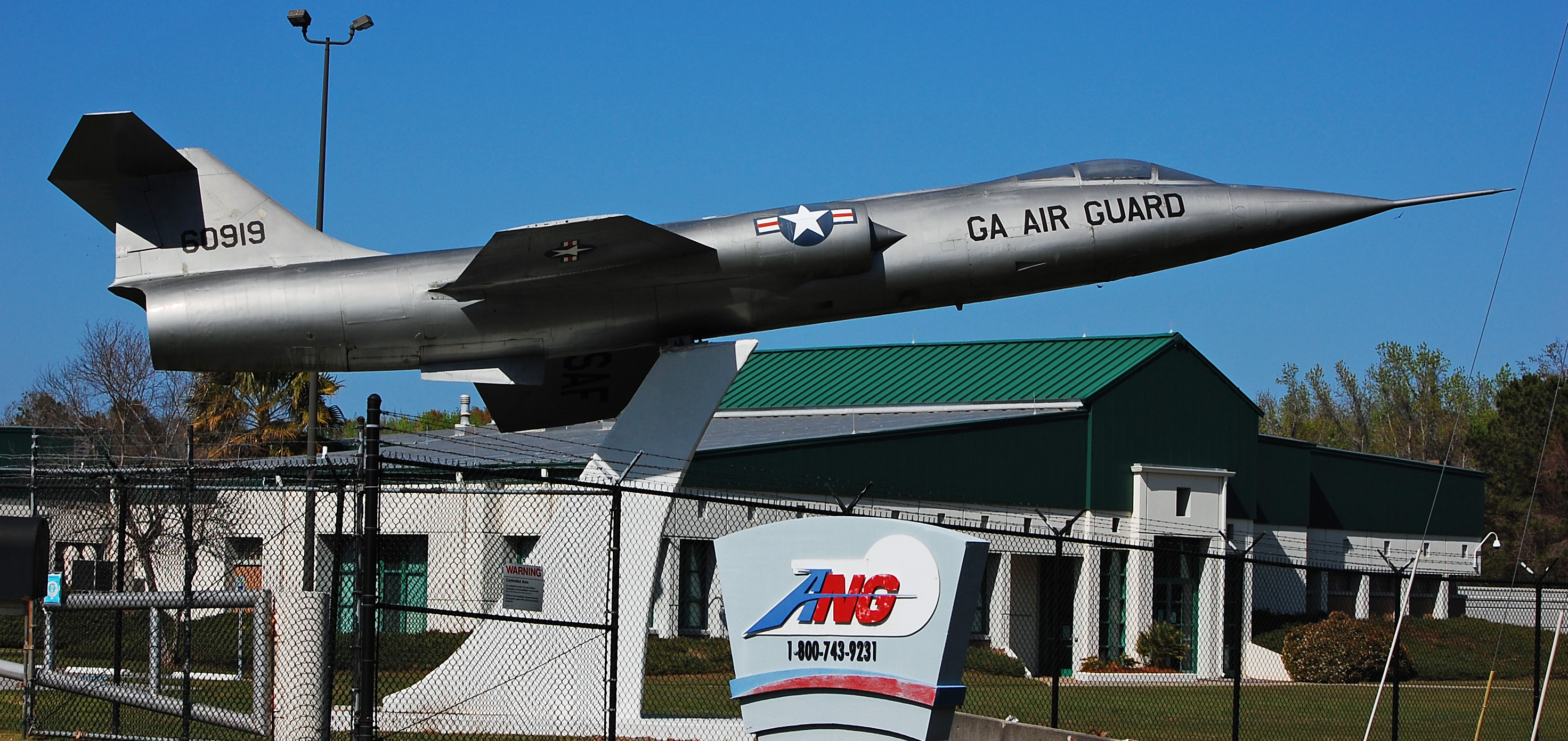
Un F-104 exposé à l'entrée d'une base de la Garde nationale aérienne en Géorgie, États-Unis.

Un gate guardian (littéralement « gardien de la porte ») est un véhicule installé près de l'entrée d'un site, principalement une base militaire, et en gardant symboliquement l'entrée.

## Généralités
Un gate guardian est généralement un équipement retiré du service comme un aéronef, un véhicule militaire blindé, une pièce d'artillerie ou une locomotive, monté sur un socle. Souvent, ceux installés près d'une base aérienne sont des avions qui y étaient basés avant d'être retirés du service. L'effet ressemble à celui d'une maquette, particulièrement lorsqu'il s'agit d'un avion monté sur un pilier pour en simuler le vol.

## Exemples

### Afrique du Sud
- Base aérienne d'Ysterplaat (en) : Atlas Impala
- Base aérienne de Swartkop (en) : deux véhicules blindés Eland Mk7 (en)
- Base de Tempe :
  - Véhicule blindé Rooikat et char M3 Stuart
  - Eland Mk7

### États-Unis
- Université aéronautique d'Embry-Riddle (en), Brunswick : Lockheed F-104 Starfighter

### France

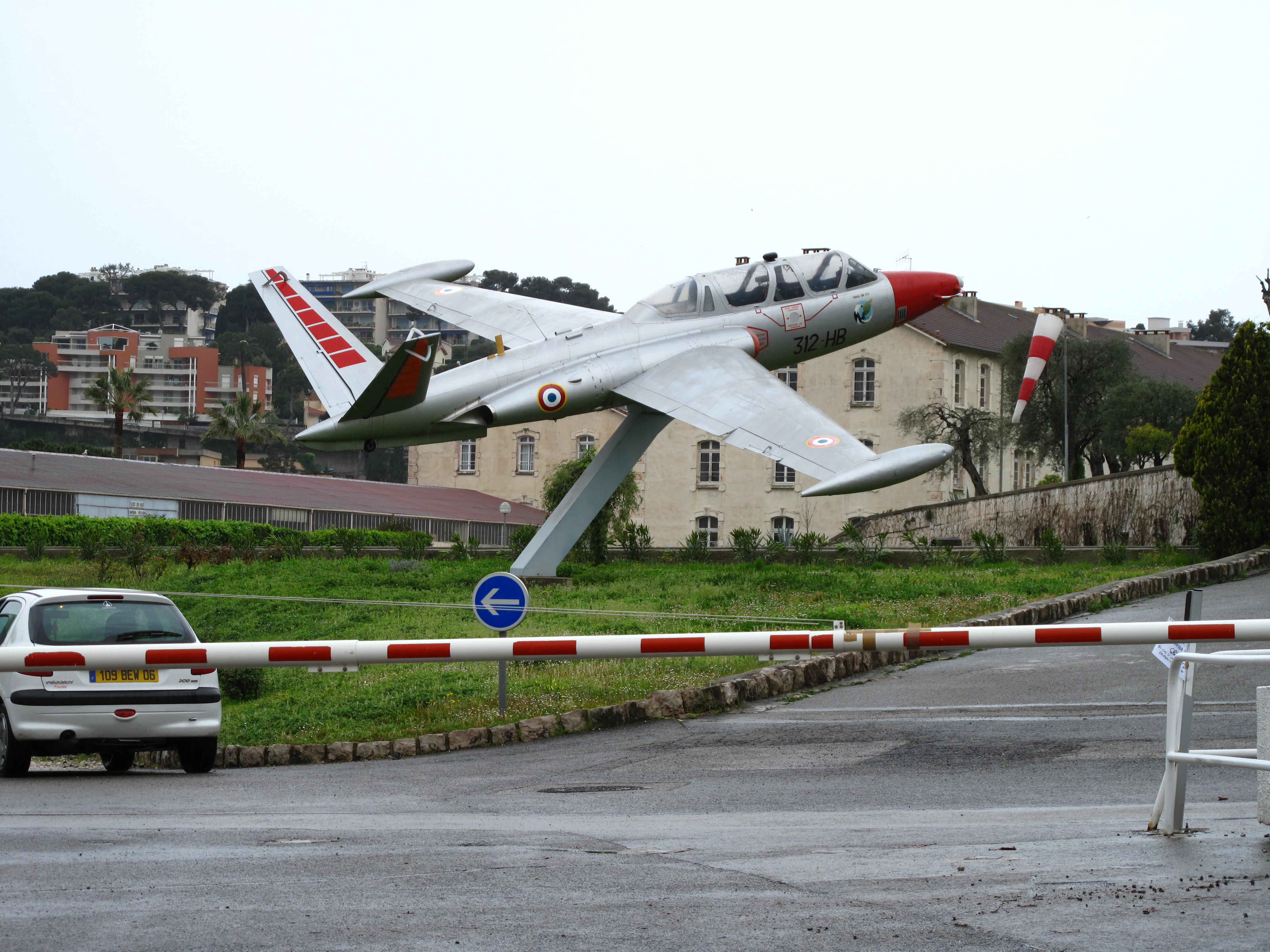
Fouga Magister faisant fonction de Gate guardian à l'entrée de l'ancienne base aérienne 943 Nice.

- Base aérienne 278 Ambérieu-en-Bugey : Dassault Super Mystère B2
- Base aérienne 943 Nice : Fouga CM-170 Magister

### Royaume-Uni
- Thorney Island (en), 48e régiment de la Royal Artillery : 25 Pounder
- Base aérienne de St Mawgan (en) : Avro Shackleton
- Base aérienne de Linton-on-Ouse (en) : BAC Jet Provost
- Merville Barracks, quartier général de la 16e Air Assault Brigade : Douglas C-47 Skytrain
- Base aérienne de Lyneham : De Havilland Comet
- Welbeck Defence Sixth Form College (en) : FV434 (en)
- Aéroport de Gloucestershire et base aérienne de Leeming (en) : Gloster Javelin (acquis par le Gloucestershire Jet Age Museum en janvier 2015[2])
- Grove Technology Park, ancienne base aérienne de Grove (en) : de Havilland DH-112 Venom FB.54 des Forces aériennes suisses (J-1758) avec marquage de la RAF.
- Base aérienne de Marham : Handley Page Victor K.2
- Base aérienne de Halton et base aérienne de Valley (en) : Hawker Hunter[3]
- Base aérienne de Stafford (en) et base aérienne de Wittering (en) : Hawker Siddeley Harrier
- Base aérienne de Boulmer : McDonnell Douglas Phantom
- Base aérienne de Leuchars : McDonnel Douglas Phantom et Panavia Tornado
- Base aérienne de Benson (en) : Spitfire (réplique)
- Base aérienne de Uxbridge : Spitfire and Hurricane (répliques)
- Aéroport de Londres Biggin Hill : Spitfire et Hurricane[4]
- Base aérienne de Marham : Panavia Tornado ADV
- Aéroport de Londres-Heathrow : Airbus A380 aux couleurs d'Emirates. Une réplique à 40 % du Concorde était située à l'entrée principale jusqu'en mars 2007 avant d'être déplacée au musée du circuit de Brooklands, dans le Surrey[5].

### Suisse

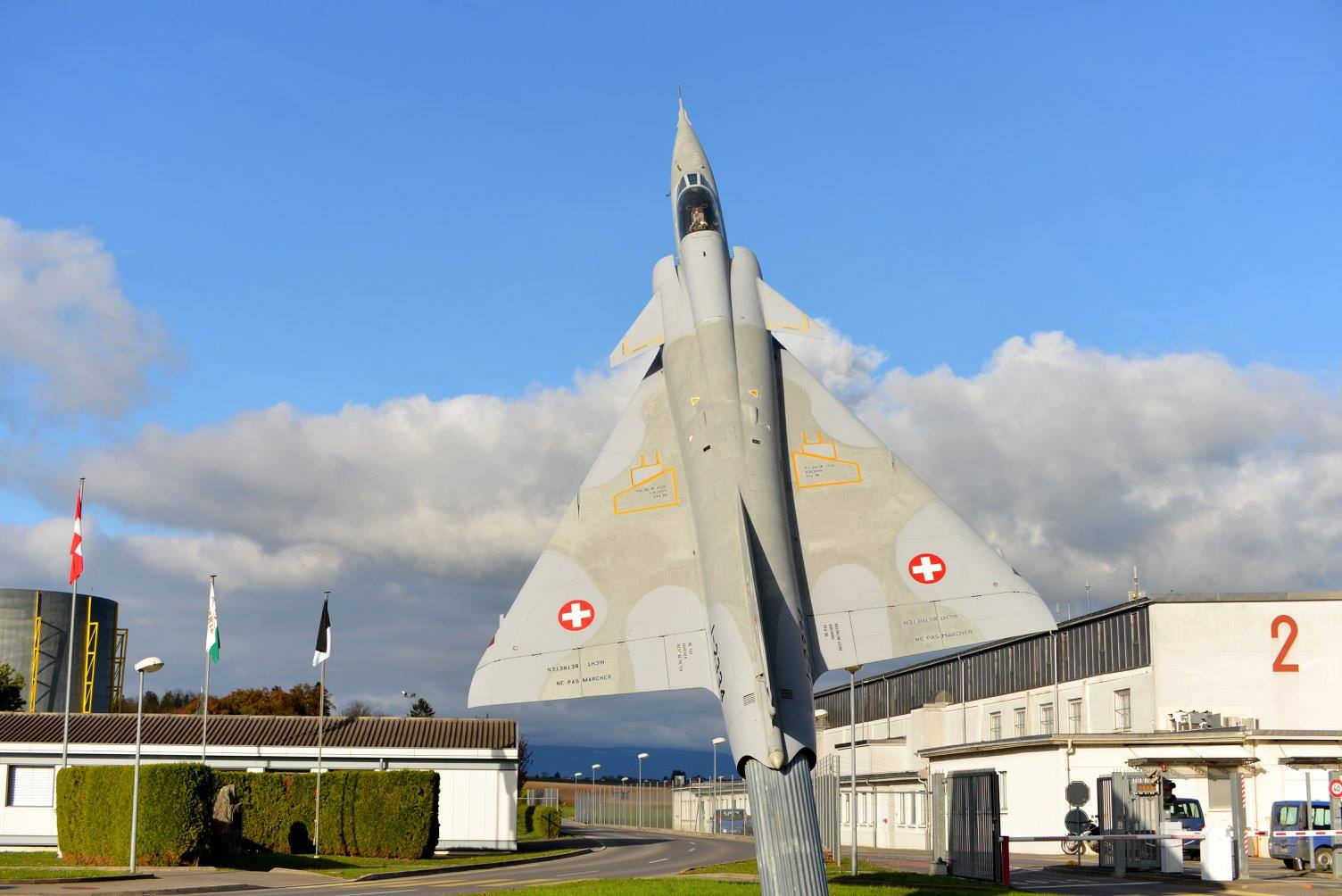
Dassault Mirage IIIS à l'entrée de la base aérienne de Payerne.

- Aérodrome de Bex, Bex : de Havilland DH-112 Venom FB.50 (J-1580)
- Aérodrome de Fricktal-Schupfart (de) : de Havilland DH-112 Venom FB.50 (J-1648)
- Aéroport de Granges, Granges : Lockheed F-104 Starfighter
- Aéroport international Saint-Gall-Altenrhein, Thal : de Havilland Vampire FB.6 "Biene Maja" (J-1758)
- Base aérienne de Buochs (en), Buochs : Dassault Mirage IIIS (J-2313)
- Base aérienne de Dübendorf (en) (Flieger Flab Museum), Dübendorf : Northrop F-5E Tiger II aux couleurs de la Patrouille suisse
- Base aérienne d'Emmen (en) : Hawker Hunter Mk.58A (J-4070)
- Base aérienne de Lodrino : de Havilland DH-112 Venom FB.50 (J-1580) devant les locaux de la compagnie Héli-TV.
- Base aérienne de Meiringen (en), Meiringen : Northrop F-5E Tiger II (J-3008)
- Base aérienne de Payerne, Payerne : Dassault Mirage IIIS (J-2334), remplace un de Havilland Vampire FB.6 (J-1142)
- Base aérienne de Sion, Sion : Hawker Hunter Mk.58A (J-4100) et Dassault Mirage IIIRS (R-2114)
- Place d'armes de Bure, Bure : char Centurion
- Place d'armes de Bülach, Bülach : obusier de 15 cm 1942 L22 Bofors
- Place de tir du Petit-Hongrin, La Lécherette : char Centurion
- Restoroute Rose de la Broye sur l'A1, Lully (FR) : Dassault Mirage IIIS (J-2332)
- Usines de Pilatus Aircraft, Stans : premier prototype du Pilatus PC-12 (s/n P-01, HB-FOA)

## Galerie

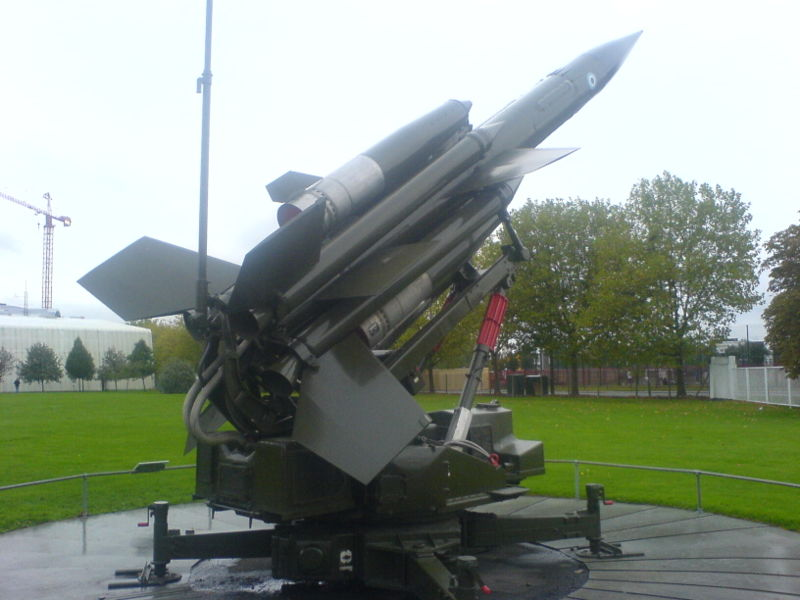
Missile Bristol Bloodhound à l'extérieur du Royal Air Force Museum London, Londres.
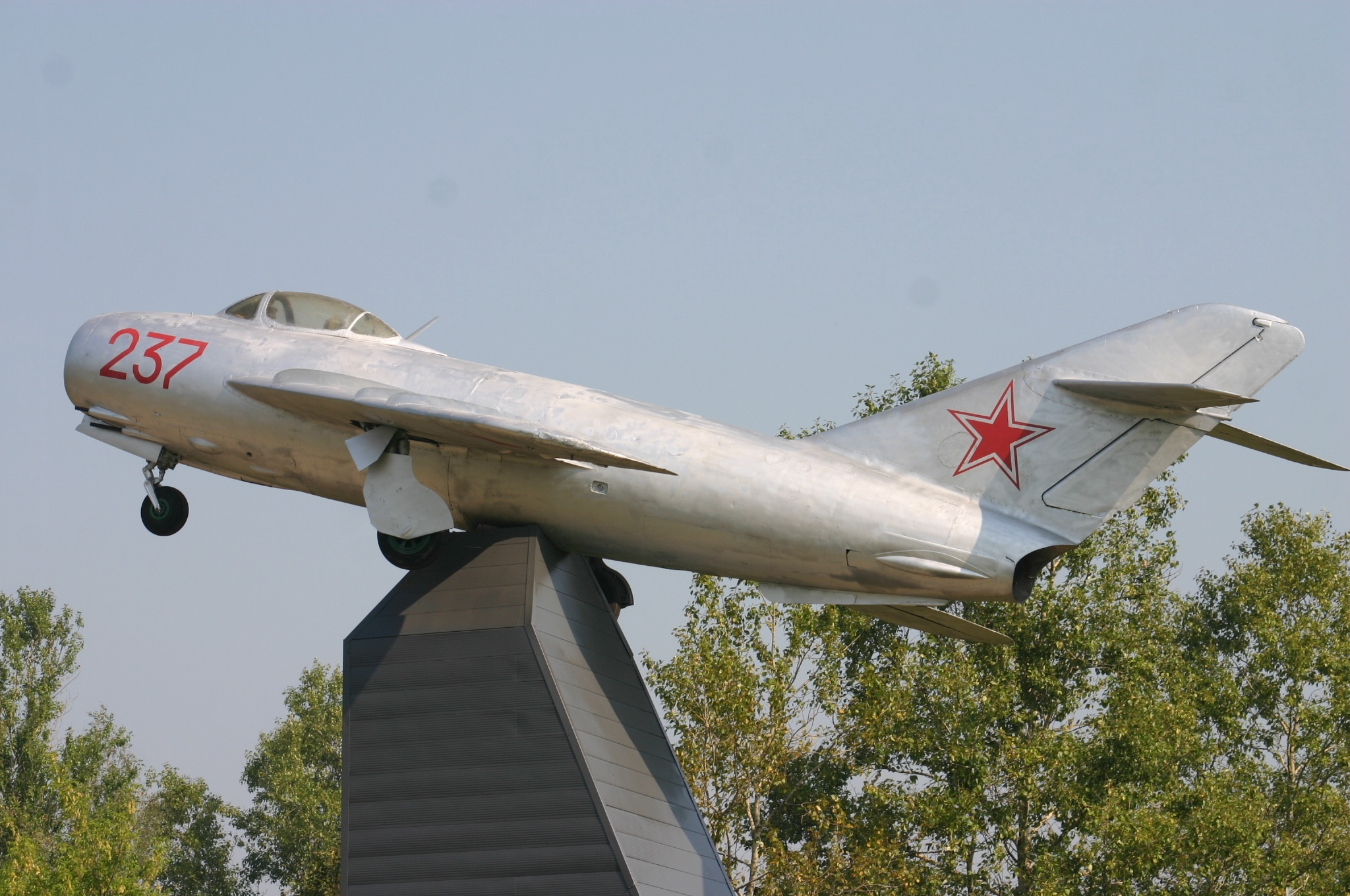
MiG-17, base aérienne de Koubinka (en), Russie.
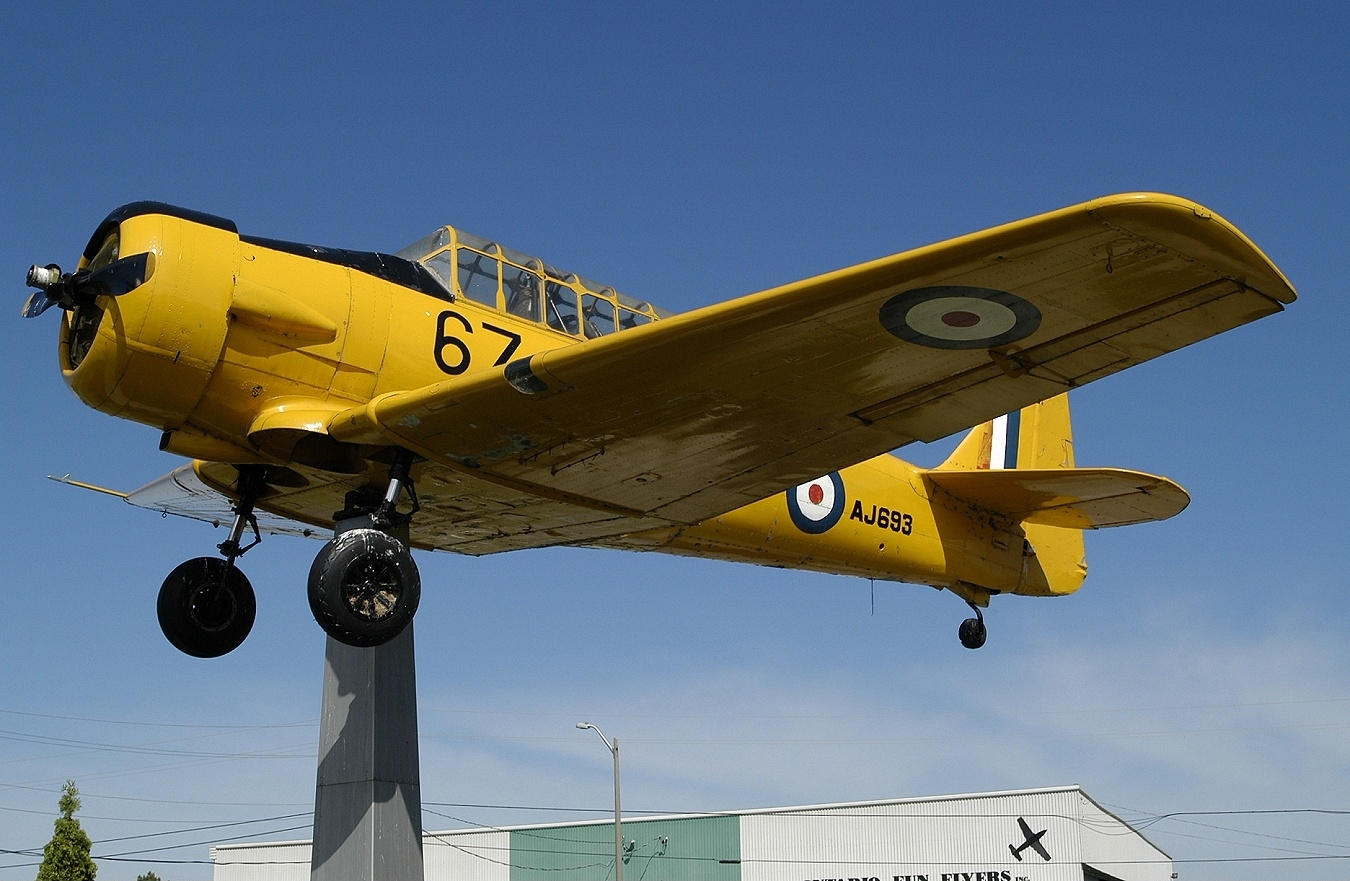
Noorduyn AT-16 Harvard II, aéroport Kingston/Norman Rogers, Canada
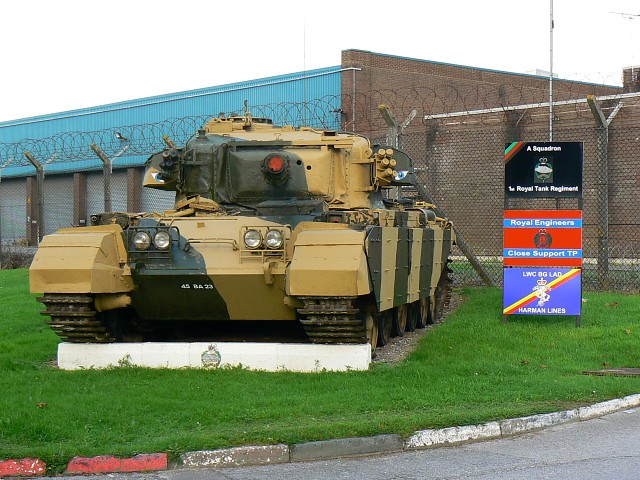
Centurion, Royal Tank Regiment and Royal Engineers workshops, Sack Hill, Warminster, Royaume-Uni
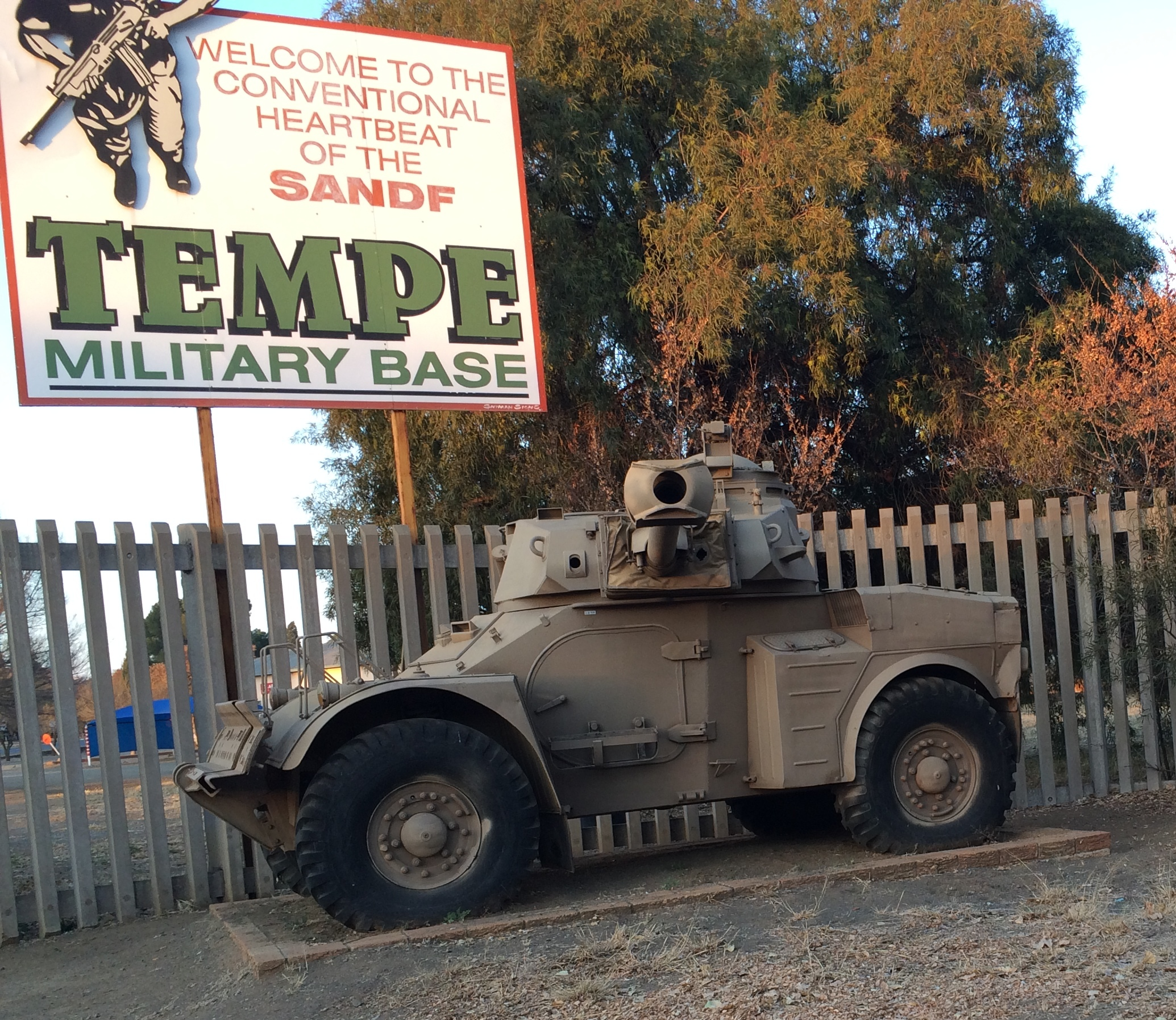
Eland Mk7 (en), Base de Tempe, Afrique du Sud